# 旗本退屈男 (1983年のテレビドラマ)
『旗本退屈男』（はたもとたいくつおとこ）は、フジテレビ系列で1983年（昭和58年）2月25日の20時2分から21時48分までの『時代劇スペシャル』の枠で放映された時代劇。

## 概要
原作は佐々木味津三。中村竹弥版（1959〜1960年）、高橋英樹版（1970〜1971年）、市川右太衛門版（1973〜1974年）に続く『旗本退屈男』の4度目のテレビドラマ化作品。主演は平幹二朗。
名古屋城の金のシャチホコの片方が密かに偽物にすり替えられていたことが判明し、直参旗本・早乙女主水之介（平幹二朗）は、その陰に隠された尾張藩による謀反の謀略を内密に探るよう、大目付・小田切佐渡守（黒川弥太郎）から依頼される。主水之介は道中で知り合った男装姿のお銀（熊谷真実）や、婚約者であるお銀を探して追って来た大工職人・矢車の弁次（赤塚真人）と共に尾張へ向かう。ストーリーは『高橋英樹版』の第13話「ぐずり殿様」（脚本は本作と同じ松浦健郎が担当）のリメイクとなっている。

## キャスト
| - 早乙女主水之介 … 平幹二朗 - 松平源七郎 … 小沢栄太郎 - お銀 … 熊谷真実 - 矢車の弁次 … 赤塚真人 - 菊路（主水之介の妹） … 松原千明 - 杉村甚内（早乙女家の用人） … 今福将雄 - 島津修理大夫（薩摩藩主） … 和崎俊哉 - 山内土佐守（土佐藩主） … 浜田寅彦 - お銀の父 … 殿山泰司 - 小田切佐渡守（大目付） … 黒川弥太郎 - 徳川綱誠（尾張藩主） … 東千代之介 - 池田主計（尾張藩家老） … 伊達三郎 - 内膳（島津修理大夫の家臣） … 永田光男 - 伊藤高 - 山口朱美 - 高野洋子 | - 藤森梨架子 - 紅萬子 - 有川正治 - 中田萬三彦 - 野田亮介 - 筑波健 - 重久剛一 - 美鷹健児 - 加茂雅幹 - 下元年世 - 松尾勝人 - 伊波一夫 - 大沢輝一 - 袖森正子 - 花柳陽要 |

## スタッフ
| - 企画：市川久夫、松木征二、能村庸一 - プロデューサー：香取雍史、横島良多、西岡善信 - 原作：佐々木味津三 - 脚本：松浦健郎 - 監督：森一生 - 音楽：石川浩司 - 撮影台本：古田求 - 撮影：川勝基生 - 照明：美間博 - 美術：太田誠一 - 編集：山田弘 - 録音：生水俊行 - 整音：林土太郎 - 音響効果：倉嶋暢 - 殺陣：楠本榮一 | - 特技：宍戸大全 - 色彩技術：倉田修二 - 記録：野口多喜子 - 装置：馬場正男 - 装飾：荒川静男 - 美粧：山崎邦夫 - 結髪：石井エミ - 助監督：吉田啓一郎、原田真治 - 製作主任：静川和夫、西村維樹 - 衣裳：京都衣裳 - 小道具：高津商会 - かつら：山崎かつら - 現像：東洋現像所 - 製作協力：映像京都 - 製作：東宝、俳優座映画放送、フジテレビ |